# رحلات الاستكشاف العلمية

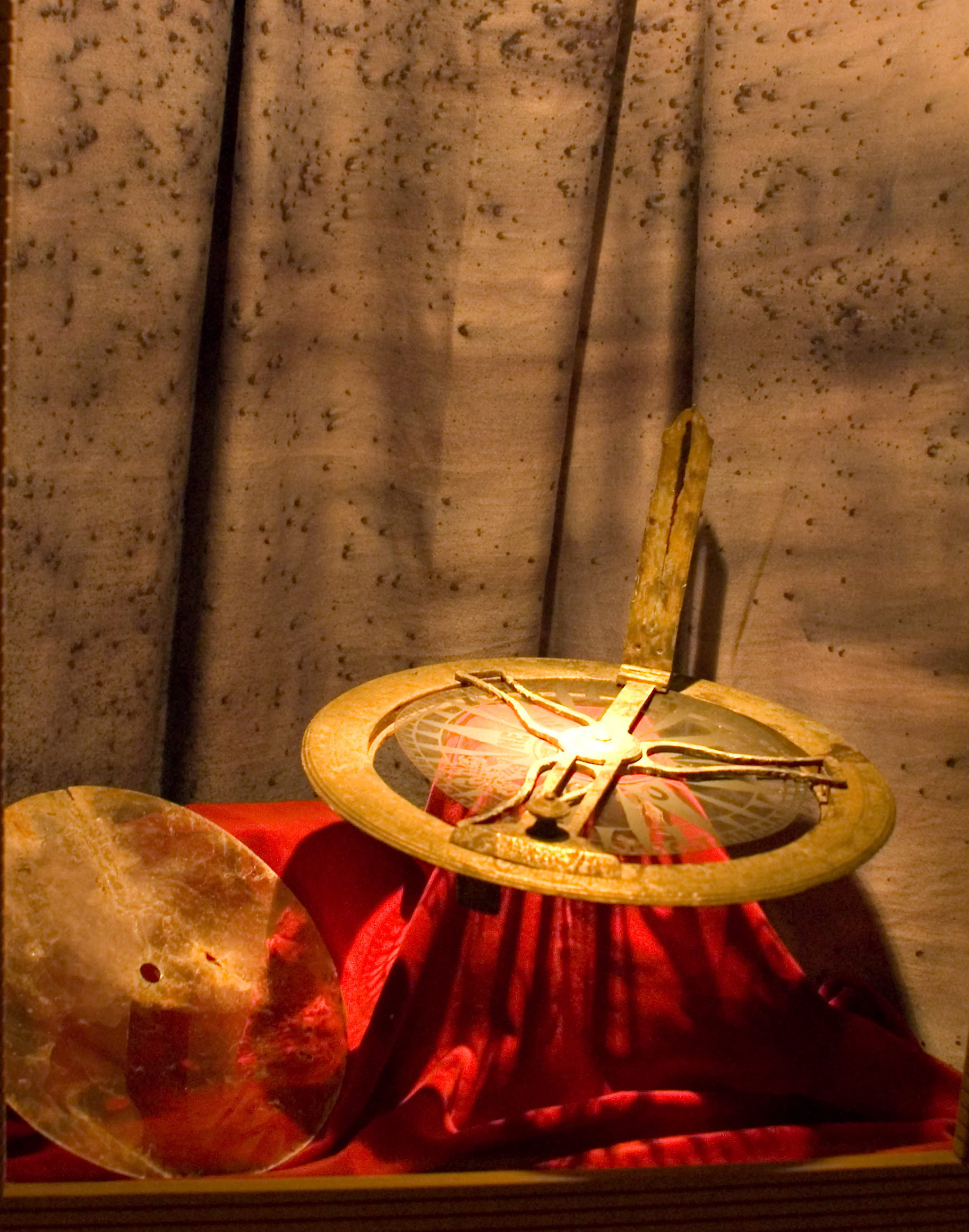
بوصلة (القرن 18).

رحلات الاستكشاف العلمية بدأت وتزايدت في أوروبا بعد فترة عصر الاستكشاف، ودعمتها الاختراعات التقنية الجديدة (المزواة، ثمن محيط الدائرة، كرونومتر، البركار (أو الفرجار)، المقراب...) وحفزها ظهور تيارات علمية وفلسفية جديدة (جان جاك روسو، جورج دي بوفون، تشارلز داروين...).

## الأهداف والحصيلة
تكثفت الرحلات الاستكشافية ذات الطابع العلمي من منتصف القرن 18 وخلال القرن 19. كان هدفها أكبر من اكتشاف أراضي جديدة، حيث كانت مهمتها رسم خرائط جديدة لمختلف الجهات على كوكب الأرض، واستكشاف الحيوانات والنباتات، والقيام بأرصاد فلكية وجوية، إضافة إلى تجربة النظريات الجديدة حول كيفية حساب الطول. لديهم أيضا وفي العادة أهداف سياسية لتعزيز مكانة الإمبراطوريات الاستعماريات.

سمحت هذه الرحلات في أغلب الأوقات برسم خرائط جديدة، وتحديد طرق جديدة للتجارة البحرية، واستكشاف أراضي والعديد من الأنواع النباتية والحيوانية إلى جانب شعوب غير معروفة، وجلب عينات لأوروبا من النباتات والفواكه الاستوائية، وتتوير بعض العلوم والتخصصات (تاريخ طبيعي، علم النبات، تصنيف، طب، جغرافيا، علم المياه، علم الأسماك، علم المحيطات...). سمحوا أيضا بإنشاء علاقات دبلوماسية وتجارية مع الدول التي تقع خارج التأثير الأوروبي.

## رحلات الاستكشاف البحري في عصر الاكتشاف
فتح عصر الاكتشاف (من أوائل القرن الخامس عشر إلى أوائل القرن السابع عشر) على يد البحارة الإسبان والبرتغاليين جنوب إفريقيا والأمريكتين وآسيا وأوقيانوسيا أمام المد الأوروبي.
أبحر بارتولوميو دياز حول رأس الرجاء الصالح بحثًا عن طريق تجاري إلى الهند، ومهَّد كريستوفر كولومبوس - في أربع رحلات عبر المحيط الأطلسي - الطريق للاستعمار الأوروبي للعالم الجديد، أما فرديناند ماجلان فقد قاد أول رحلة استكشافية بحرية عبر المحيطين الأطلسي والهادئ للوصول إلى جزر مالوكو وتابع مهمته خوان سيباستيان إلكانو ليكمل أول طواف حول الأرض. بدأت الهيمنة على البحار خلال القرن السابع عشر تنتقل من البرتغاليين والإسبان إلى الهولنديين ثم البريطانيين والفرنسيين. بدأت الحقبة الجديدة من الاستكشاف العلمي في أواخر القرن السابع عشر حين أنشأ العلماء - وخاصة مؤرخو الطبيعة - جمعيات علمية نشرت أبحاثهم في مجلات متخصصة. تأسست الجمعية الملكية البريطانية في عام 1660 وشجعت على التزام الدقة العلمية للتجربة مع مبادئها المتمثلة في المراقبة والاستنتاج بعناية. كانت أنشطة الأعضاء الأوائل في الجمعية الملكية بمثابة نماذج للاستكشاف البحري في وقت لاحق. انتخب هانز سلون (1650-1753) عضوًا في الجمعية في عام 1685 وسافر إلى جامايكا من 1687 إلى 1689 كطبيب للدوق ألبيمارل (1653-1688) الذي عيين حاكمًا لجامايكا، وهناك جمع سلون العديد من العينات ثم وصفها بدقة في تقرير نشر لاحقًا. تبرع سلون بمجموعته الضخمة من العينات ومكتبة تضم أكثر من 50000 مجلد للأمة، ما دفع إلى إنشاء المتحف البريطاني في عام 1753، وجعلته أسفاره رجلًا فاحش الثراء بفضل براءة اختراع لوصفة تجمع بين الحليب وفاكهة الكاكاو التي رآها تنمو في جامايكا لإنتاج شوكولاتة الحليب. ازدادت كتب الشخصيات الاجتماعية المتميزة مثل المفكر جان جاك روسو، ومدير متحف باريس للتاريخ الطبيعي الكونت دي بوفون، والعلماء المسافرون مثل جوزيف بانكس وتشارلز داروين جنبًا إلى جنب مع روايات الرحلات الرومانسية والخيالية للمستكشفين الجريئين، وكل ذلك أثار رغبة الحكومات الأوروبية وعامة الناس في الحصول على معلومات دقيقة حول الأراضي البعيدة المكتشفة حديثًا.
كانت إحدى أولى الحملات الاستكشافية الفرنسية على سواحل إفريقيا وأمريكا الجنوبية وعبر مضيق ماجلان على يد مجموعة من الجنود الفرنسيين بقيادة إم دي غين (1695-1697). وصف المستكشف الفرنسي الشاب والمهندس فرانسوا فروغر هذه الرحلة الاستكشافية في كتاب أصدره عام 1699.

## الاستكشاف البحري في عصر التنوير
أصبح الاستكشاف البحري أكثر أمانًا وفعالية مع الاختراعات التقنية التي حسنت الملاحة ورسم الخرائط بشكل كبير بحلول القرن الثامن عشر، فقد حدثت تحسينات هامة على الساعات والبوصلة والتلسكوب وتقنيات بناء السفن بشكل عام. رسمت البعثات العلمية خرائط المناطق المكتشفة حديثًا من منتصف القرن الثامن عشر وحتى القرن التاسع عشر، وأحضرت السفن الحيوانات والنباتات المكتشفة حديثًا إلى أوروبا، وأجرت أرصادًا جيولوجية وفلكية وجوية وحسنت أساليب الملاحة. حفز هذا التقدم الكبير في التخصصات العلمية للتاريخ الطبيعي وعلم النبات وعلم الحيوان وعلم الأسماك وعلم المحار وتصنيف الأحياء والطب والجغرافيا والجيولوجيا وعلم المعادن وعلوم المحيطات والفيزياء والأرصاد الجوية التطور العلمي العام الذي ميز عصر التنوير. شارك الفنانون في تسجيل المناظر الطبيعية والشعوب الأصلية، بينما صور رسامو التاريخ الطبيعي الكائنات الحية. ظهرت بعض أفضل الرسوم التوضيحية للتاريخ الطبيعي في العالم في هذا الوقت، وتغير الرسامون من هواة مطلعين إلى محترفين مدربين تدريبًا كاملًا مع الالتزام بالدقة العلمية.
اكتشفت جميع كتل اليابسة الرئيسية في العالم ومعظم الكتل الصغيرة على يد الأوروبيين ورسمت خطوط السواحل لها بحلول منتصف القرن التاسع عشر. كان هذا بمثابة نهاية مرحلة كاملة من التطور العلمي، ثم بدأت بعثة تشالنجر (1872-1876) في استكشاف أعماق البحار إلى ما بعد عمق 20 أو 30 مترًا، وعلى الرغم من المجتمع العلمي المتنامي فقد ظل العلم لأكثر من 200 عام حكرًا على الهواة الأثرياء والطبقات الوسطى المتعلمة ورجال الدين. كانت معظم الرحلات الاستكشافية في بداية القرن الثامن عشر تنظم وتمول بشكل خاص، ولكن بحلول النصف الثاني من القرن كانت أغلب هذه الرحلات العلمية - مثل رحلات جيمس كوك الثلاث في المحيط الهادئ - تحت رعاية الإمبراطورية البريطانية، أما في أواخر القرن التاسع عشر فقد أصبحت هذه الرحلات مصدرًا لكسب المال للعلماء والمستكشفين والمصورين على الرغم من أن التصوير الفوتوغرافي بدأ يحل محل الرسم. تطورت السفن من السفينة الشراعية الاستكشافية تدريجيًا إلى سفن الأبحاث الحديثة. وأصبح مقر الأبحاث البحرية في المستعمرات الأوروبية الجديدة في أمريكا وإفريقيا وأستراليا والهند وأماكن أخرى من قبل الباحثين داخل هذه المستعمرات.

### البعثة الجيوديسية الفرنسية (1735-1739)
انطلقت البعثة الجيوديسية الفرنسية في عام 1735 إلى المنطقة التي تعرف اليوم بالإكوادور بهدف قياس استدارة الأرض وقياس طول خط العرض عند خط الاستواء. كانت هذه البعثة واحدة من أولى المهمات الجيوديسية التي نفذت وفقًا للمبادئ العلمية الحديثة، وأول بعثة علمية دولية كبرى.
شارك في الرحلة علماء الفلك الفرنسيون: تشارلز ماري دي لا كوندامين (1701-1774) وبيير بوغوير (1698-1758) ولويس غودين (1704-1760)، والجغرافيان الإسبانيان: خورخي خوان إي سانتاسيلا (1713-1773) وأنطونيو دي أولوا (1716-1795)، والمساعدان: جوزيف دي غوسيو (1704-1779) وجان غودين (1713-1792)، والجغرافي والطوبوغرافي الإكوادوري: بيدرو مالدونادو (1704-1748).

### إنديفور (1768-1771)
هدفت هذه الرحلة الاستكشافية لمراقبة عبور كوكب الزهرة أمام الشمس (في عام 1769) وتضمنت أيضًا اكتشاف جزر جديدة وأول طواف حول نيوزيلندا ورسم خرائط للساحل الشرقي لهولندا الجديدة.
كان قائد الرحلة الكابتن جيمس كوك (1728-1779)، وشارك فيها علماء الطبيعة: السير جوزيف بانكس (1743-1820) ودانييل سولاندر (1733-1782) وعالم الفلك: تشارلز غرين (1735-1771)، والفنان سيدني باركينسون.

### بعثة الجزيرة الفرنسية (1771-1772)
هدفت هذه الرحلة الاستكشافية لجمع التوابل من موريشيوس، لمنع احتكار تجارتها من قبل الهولنديين.
قاد الرحلة الكابتن شوفالييه دي كوتيفي، وشارك فيها عالم الطبيعة: بيير سونيرات (1748-1814)، وأهم المنشورات التي وصفت الرحلة: رحلة إلى غينيا الجديدة، وتفاصيل عن الطبيعة.

### السير لورانس (1772)
رحلة استكشافية لاستكشاف أيسلندا وبقية الجزر على طول الساحل الغربي لاسكتلندا.
قادها الكابتن جون غور (1772-1836).

### الرحلة الثانية لجيمس كوك (1772-1775)
كانت هذه رحلة كوك الثانية حول العالم، زار نيوزيلندا مرة أخرى، وأبحر بالقرب من القطب الجنوبي واكتشف العديد من الجزر في المحيط الهادئ.
كانت الرحلة بقيادة جيمس كوك (1728-1779) والكابتن تشارلز كليرك والكابتن توبياس فورنو (1735-1781)، وشارك فيها العالم والجراح ويليام أندرسون (1750-1788)، وعلماء الطبيعة يوهان رينولد فورستر (1729-1798) وجورج فورستر (1754-1794) وأندرس سبارمان (1748-1820)، وعلماء الفلك: ويليام ويلز (1734 - 1798) وويليام بيلي (1737-1810)، وكان على متن الرحلة جورج فانكوفر الذي أصبح مستكشفًا مشهورًا لاحقًا.

## التسلسل الزمني للرحلات

### 1764 - 1766: Dolphin
يعرف أن هذه الرحلة هي الأولى التي تقوم بها البحرية الملكية البريطانية، مع أن هدفها الرئيسي كان استكشاف الأراضي جنوب المحيط الأطلسي. في أثناء هذه الرحلة تم اكتشاف العديد من جزر أرخبيل تواموتو.
- القبطان: جون بايرون (1723-1786).

ألف بعد ذلك القبطان بايرون كتابا حول هذه الرحلة عنوانه رحلة حول العالم (A Voyage round the World) وذلك في لندن في 1767 وترجمت في نفس السنة للفرنسية في باريس.

### 1766 - 1769: La Boudeuse وL'Étoile
أقيمت هذه الرحلة بأمر من لويس الخامس عشر ملك فرنسا، وتعتبر أول رحلة حول العالم يقوم بها فرنسيون. استكشاف ووصف تاهيتي من قبل لويس أنطوان دو بوغنفيل في كتابه حول الرحلة تركت أثرا كبيرا لدى فلاسفة عصر التنوير وخاصة جان جاك روسو. مشروع القيام بهذه الرحلة كان قد حضر له مطولا من قبل لويس أنطوان دو بوغنفيل الذي حضي بدعم مباشر من شخصيات عصره أنذاك مثل شارل دو بروس وجورج دي بوفون وبيير لويس موبرتيوس وجيروم لالاند.

كان الهدف الأولي من الرحلة هو اكتشاف أراضي قابلة للاستعمار، وفتح طريق جديدة للوصول للصين، وتأسيس حرفاء وموانئ جديدة لشركة الهند الشرقية الفرنسية، وأخيرا إيجاد واستكشاف توابل متأقلمة وجلبها إلى إيل دو فرانس.
- القبطان: لويس أنطوان دو بوغنفيل (رئيس البعثة)، نيكولا بيار دوكلو غويو (قبطان La Boudeuse)، فرانسوا شينار دو لا جيروديه (قبطان L'Étoile).
- عالم طبيعة: فيليب دو كوميرسون.
- عالم فلك: بيار أنطوان فيرون.
- رسام خرائط: شارل روتييه دو رومانفيل.
- مؤلفات: رحلة حول العالم وهي وهي مذكرات رحلة لويس أنطوان دو بوغنفيل ونشرت في باريس في 1771.

توفي فيرون في الفلبين، وبقي كوميرسون على جزيرة إيل دو فرانس (موريشيوس حاليا) وتوفي بعد عدة سنوات. ملاحظاته وعيناته تفرقت وضاع جزء منها. استعمل جورج دي بوفون عدد أجزاء منها لتأليف كتابه التاريخ الطبيعي.

## مقالات ذات صلة
- ملاحة فلكية
- تاريخ الملاحة